# Julian Huxley
Sir Julian Sorell Huxley (ur. 22 czerwca 1887 w Londynie, zm. 14 lutego 1975 tamże) – angielski biolog (biologia ewolucyjna), transhumanista.
Był wykładowcą m.in. Uniwersytetu oksfordzkiego i członkiem Royal Society. Zajmował się zagadnieniami z dziedzin biochemii (m.in. hormony), ornitologii, etologii, fizjologii, ekologii.
Jest autorem fundamentalnego dla rozwoju pojęcia transhumanizmu artykułu, zatytułowanego „Transhumanizm”, który został opublikowany po raz pierwszy w 1957 roku.
Należał do grona założycieli World Wildlife Fund. W latach 1946–1948 sprawował funkcję pierwszego w historii dyrektora generalnego UNESCO.
Wspólnie z Johnem B. S. Haldanem, Lancelotem Hogbenem i Francisem Albertem Eleyem Crew założył czasopismo naukowe Journal of Experimental Biology oraz stowarzyszenie naukowe Society for Experimental Biology. Przedsięwzięcia te wspierał finansowo pisarz science-fiction i biolog Herbert George Wells.
Laureat Nagrody Kalinga od UNESCO.
Jego braćmi byli: pisarz Aldous Huxley oraz fizjolog i biofizyk Andrew Fielding Huxley. Był wnukiem Thomasa H. Huxleya (1825–1895) (zob. drzewo genealogiczne), nazywanego „buldogiem Darwina” uczestnika debaty oksfordzkiej.

## Dzieła
Julian Huxley napisał m.in. książki:
- 1927: Król z probówki
- 1931: The Science of Life (z H.G. Wellsem)
- 1931: Co śmiem myśleć?[5] (What Dare I Think?: The Challenge of Modern Science to Human Action and Belief)
- 1934: Prosta wiedza (Simple Science, z Andrade E. N. da C.)
- 1936: My Europejczycy: przegląd zagadnień „rasowych”[5](We Europeans, z A.C. Haddonem)
- 1939: The Living Thoughts of Darwin
- 1940: The New Systematics
- 1942: Evolution: The Modern Synthesis[6]
- 1943: Evolutionary Ethics